# Konferenz von Seelisberg

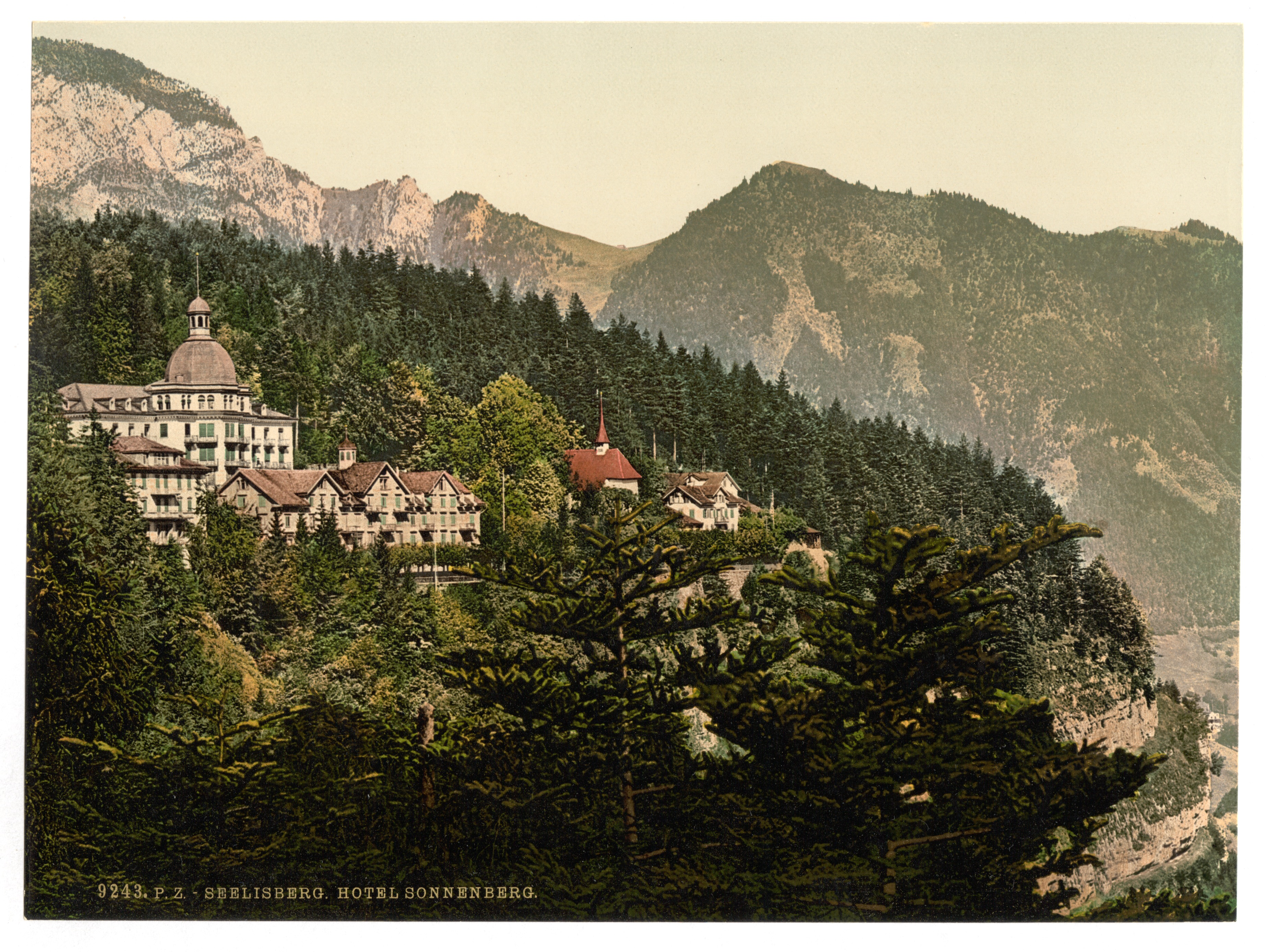
Hotel Sonnenberg in Seelisberg

Die Internationale Konferenz der Christen und Juden (International Conference of Christians and Jews, auch Emergency Conference on Antisemitism) fand vom 30. Juli bis zum 5. August 1947 in der Gemeinde Seelisberg, Schweiz, statt.

## Ziel und Teilnehmer
Veranstaltet wurde der Anlass von dem in Gründung begriffenen Internationalen Rat der Christen und Juden. Das Ziel war es, die Ursachen des christlichen Antisemitismus zu bestimmen. Unter den 65 Teilnehmern aus 19 Ländern waren:
- 28 Juden, darunter der französische Historiker Jules Isaac, Jacob Kaplan (Großrabbiner in Frankreich), Alexandre Safran (damaliger Großrabbiner in Rumänien), der Genfer Schriftsteller Josué Jéhouda, Professor Selig Brodetsky, Präsident des Representative Council der Juden in England;
- 23 Protestanten, darunter Willard E. Goslin (US-Pädagoge, Konferenzpräsident), Everett R. Clinchy (USA, National Conference of Christians and Jews), Pierre Visseur (Schweizer Konferenzsekretär), Hilde Taba (US-Pädagogin), Hans Thirring (Universität Wien), die Friedensaktivistin Clara Ragaz;
- 9 Katholiken, darunter Père Marie-Benoît, Pater Calliste Lopinot,[1] Abt Charles Journet, Pater Jean de Menasce (Universität Fribourg) und Pater Paul Démann, der Theologe Wilhelm Neuß als Vertreter der Deutschen Bischofskonferenz. Der Philosoph Jacques Maritain sandte eine unterstützende Botschaft zu und wurde zum Ehrenpräsidenten ausgerufen. Die Widerstandskämpferin Gertrud Luckner wurde oft als Teilnehmerin genannt, war aber nicht anwesend.

Fünf Kommissionen erarbeiteten Abschlusstexte, zu den Ursachen des Antisemitismus, zu den erzieherischen Maßnahmen, zu notwendigen Rechtsänderungen. Hinter der «Botschaft an die Kirchen» der Kommission 3 standen Prof. Erich Bickel, Vorsitzender Christlich-Jüdische Arbeitsgemeinschaft, Pfarrer Adolf Freudenberg, Leiter der Flüchtlingsarbeit im Ökumenischen Rat der Kirchen Genf, Pater de Menasce und Zwi Taubes, der Oberrabbiner von Zürich. Die Kommission 3 drohte zunächst zu scheitern, weil ihr Leiter, Pater Lopinot, der Vertreter des Vatikans, als Voraussetzung eines christlichen Schuldeingeständnisses und einer Korrektur der Lehre ein Zugeständnis von jüdischer Seite erwartete, was auf Widerstand der jüdischen Delegierten stieß. Nur ein Kompromiss konnte den Konflikt lösen: „Ihrerseits haben sich die jüdischen Teilnehmer bereit erklärt, darüber zu wachen, dass im jüdischen Unterricht alles vermieden werde, was das gute Einvernehmen zwischen Christen und Juden stören könnte.“
Während dieser Konferenz überprüften die versammelten christlichen Intellektuellen die christliche Lehre über die Juden und das Judentum. Sie fragten, in welchem Grade die Christen durch Tradierung antisemitischer und antijudaistischer Vorurteile Verantwortung am nationalsozialistischen Völkermord trugen, und stellten dann fest, dass die christliche Lehre in dieser Hinsicht dringlich korrigiert werden müsse. Dazu arbeiteten die Kommission 3 „Zehn Thesen“ aus, die weithin von den 18 Vorschlägen zur Vermeidung der Vorurteile gegen die Juden des Historikers Jules Isaac bestimmt waren. Ihre Verbreitung sollte dazu beitragen, die Vorurteile gegenüber den Juden zurückzudrängen, die es im westlichen und christlichen Denken gab.

## Die zehn Thesen von Seelisberg
Die christlichen Konferenzteilnehmer formulierten unter dem Titel „Eine Ansprache an die Kirchen“ zehn Thesen für ein geändertes Verhältnis der Christen gegenüber den Juden. Sie wurden für eine Konferenz des ICCJ in Berlin ins Deutsche übertragen:
1. Es ist hervorzuheben, dass ein und derselbe Gott durch das Alte und das Neue Testament zu uns allen spricht.
2. Es ist hervorzuheben, dass Jesus von einer jüdischen Mutter aus dem Geschlechte Davids und dem Volke Israels geboren wurde, und dass seine ewige Liebe und Vergebung sein eigenes Volk und die ganze Welt umfasst.
3. Es ist hervorzuheben, dass die ersten Jünger, die Apostel und die ersten Märtyrer Juden waren.
4. Es ist hervorzuheben, dass das höchste Gebot für die Christenheit, die Liebe zu Gott und zum Nächsten, schon im Alten Testament verkündigt, von Jesus bestätigt, für beide, Christen und Juden, gleich bindend ist, und zwar in allen menschlichen Beziehungen und ohne jede Ausnahme.
5. Es ist zu vermeiden, dass das biblische und nachbiblische Judentum herabgesetzt wird, um dadurch das Christentum zu erhöhen.
6. Es ist zu vermeiden, das Wort „Juden“ in der ausschließlichen Bedeutung „Feinde Jesu“ zu gebrauchen oder auch die Worte „die Feinde Jesu“, um damit das ganze jüdische Volk zu bezeichnen.
7. Es ist zu vermeiden, die Passionsgeschichte so darzustellen, als ob alle Juden oder die Juden allein mit dem Odium der Tötung Jesu belastet seien. Tatsächlich waren es nicht alle Juden, welche den Tod Jesu gefordert haben. Nicht die Juden allein sind dafür verantwortlich, denn das Kreuz, das uns alle rettet, offenbart uns, dass Christus für unser aller Sünden gestorben ist. Es ist allen christlichen Eltern und Lehrern die schwere Verantwortung vor Augen zu stellen, die sie übernehmen, wenn sie die Passionsgeschichte in einer oberflächlichen Art darstellen. Dadurch laufen sie Gefahr, eine Abneigung in das Bewusstsein ihrer Kinder oder Zuhörer zu pflanzen, sei es gewollt oder ungewollt. Aus psychologischen Gründen kann in einem einfachen Gemüt, das durch leidenschaftliche Liebe und Mitgefühl zum gekreuzigten Erlöser bewegt wird, der natürliche Abscheu gegen die Verfolger Jesu sich leicht in einen unterschiedslosen Hass gegen alle Juden aller Zeiten, auch gegen diejenigen unserer Zeit, verwandeln.
8. Es ist zu vermeiden, dass die Verfluchung in der Heiligen Schrift oder das Geschrei einer rasenden Volksmenge: „Sein Blut komme über uns und unsere Kinder“ behandelt wird, ohne daran zu erinnern, dass dieser Schrei die Worte unseres Herrn nicht aufzuwiegen vermag: „Vater, vergib ihnen, denn sie wissen nicht, was sie tun“, Worte, die unendlich mehr Gewicht haben.
9. Es ist zu vermeiden, dass der gottlosen Meinung Vorschub geleistet wird, wonach das jüdische Volk verworfen, verflucht und für ein ständiges Leiden bestimmt sei.
10. Es ist zu vermeiden, die Tatsache unerwähnt zu lassen, dass die ersten Mitglieder der Kirche Juden waren.

## Folgen
In der Folge wurde der Internationale Rat der Christen und Juden (ICCJ), den vorerst Clinchy leitete, mit Büros in Genf und Paris in der Nähe der UNESCO gegründet. Eine Folgekonferenz mit pädagogischem Schwerpunkt folgte die Fribourg-Konferenz 1948. Drei Jahre später im Juli 1950 trafen sich protestantische und katholische Theologen in Bad Schwalbach und suchten gemeinsam die biblischen Grundlagen der Seelisberger Punkte. Das Ergebnis waren die Thesen von Bad Schwalbach. Jules Isaac übergab 1960 Papst Johannes XXIII. verschiedene Dokumente, die 1965 in die innovative Erklärung Nostra Aetate eingingen. Pius XII. hatte 1950 Katholiken vor der Mitarbeit in christlich-jüdischen Gesellschaften gewarnt, um keine Relativierung des Glaubens durch Indifferentismus zu ermöglichen. Erst 1964 wurde dies durch das Vatikanum II wieder aufgehoben.
Mit Bezug auf Seelisberg wurden 2009 Zwölf Thesen von Berlin. Ein Aufruf an christliche und jüdische Gemeinden in der ganzen Welt durch die Gesellschaft für christlich-jüdische Zusammenarbeit in Berlin verabschiedet.